# La Fuite de monsieur Monde (téléfilm)
Pour le roman initial, voir La Fuite de monsieur Monde.
La Fuite de monsieur Monde est un téléfilm franco-suisse de Claude Goretta diffusé en 2004 et adapté du roman-homonyme de Georges Simenon.

## Synopsis
Une femme, visiblement angoissée, arrive au commissariat. Son époux, Lionel Monde, directeur d'une entreprise de transports située en banlieue parisienne, n'a plus donné de nouvelles depuis trois jours. Le commissaire l'interroge sur sa vie de couple. Avec réticence, Séverine Monde, mariée depuis neuf ans, fait état d'une existence aisée, sans aspérité. Puis, elle finit par confier que son mari a disparu le jour de ses quarante-neuf ans... Ce matin là, monsieur Monde, l'air absent, croise sa femme dans la cuisine à l'heure du petit déjeuner. Les mots et les regards sont rares. Alors qu'il quitte la villa, il se revoit enfant, regardant son père partir depuis le perron de leur demeure familiale. À peine arrivé à son bureau, Lionel reçoit un appel de sa fille. Contemplant la photo d'elle posée sur son bureau, il commence à évoquer le passé, mais elle l'interrompt pour lui réclamer de l'argent... 

## Fiche technique
- Réalisateur : Claude Goretta
- Scénario : Jacques Santamaria et Claude Goretta, d'après le roman-homonyme de Georges Simenon
- Décors : Marc-Philippe Guerig
- Costumes : Sylvie Laskar
- Photographie : Dominique Brenguier
- Montage : Catherine Merglen-Sieber
- Musique : Marc Marder
- Production : Dominique Janne, Marie-Astrid Lamboray, Christophe Planchais
- Sociétés de production : K2 SA, France 2 (FR2), K-Star, La Chaine Festival, TV5, Télévision Suisse-Romande (TSR)
- Pays :  France /  Suisse
- Langue : français
- Format : couleur - - 1,66:1 - son stéréo
- Durée : 105 minutes
- Date de diffusion : 24 novembre 2004 sur France 2

## Distribution
- Bernard Le Coq : Lionel Monde
- Nozha Khouadra : Leïla
- Nathalie Nell : Séverine
- Didier Cauchy : Serge
- Sylvie Milhaud : Sophie
- Frédéric Pierrot : le commissaire
- Stéphane Pelzer : Stéphane
- Anne Chappuis : Agathe
- Thibaut Neve : Pierre
- Pierre Laroche : le professeur Sorg
- Séverine Matteuzzi : Jeanne
- Hugues Vaulerin : le contrôleur
- Jérôme Frey : Olivier
- Stéphane De Groodt : le médecin
- Sandrine Blancke
- Michel Guillou
- Pierre Laur
- Fedele Papalia
- Bella Wajnberg

## Distinctions

### Récompenses
- Festival de la fiction TV de Saint-Tropez 2004 : Meilleure interprétation masculine pour Bernard Lecoq[1]